# Acheilognathus signifer
Acheilognathus signifer és una espècie de peix cipriniforme de la família dels ciprínids que es troba a Corea.